# Grammatica irlandese
L'irlandese fa parte delle Lingue celtiche, precisamente delle Lingue celtiche insulari.

## Sintassi
La sintassi della lingua irlandese si basa, come le altre lingue gaeliche, sulla forma VSO (Verbo-soggetto-oggetto).
Un aspetto distintivo della sintassi irlandese è l'uso della copula, ( an chopail in irlandese). La copula is viene usata per descrivere l'identità permanente o la caratteristica di persona o cosa opponendosi, pertanto, agli aspetti temporanei di una data caratteristica, descritta con la copula tà ; la differenza tra l'utilizzo di una copula, per una descrizione permanente, e il mancato utilizzo di tale elemento grammaticale, è stato paragonato, nonostante il paragone non sia perfettamente esatto, alla differenza tra i verbi ser e estar in spagnolo e portoghese ed essere e stare in italiano.
Esempi sono:
| Irlandese                | Italiano                          | Spagnolo                     | Portoghese                 | Inglese                       |
| ------------------------ | --------------------------------- | ---------------------------- | -------------------------- | ----------------------------- |
| Is fear é                | "È un uomo"                       | Es un hombre                 | É um homem                 | He is a man                   |
| Is fuar é                | "Lui è freddo"                    | Él es frío                   | Ele é frio                 | He is a cold(-hearted) person |
| Tá sé/Tomás fuar         | "Lui/Thomas ha freddo"            | Él/Thomas tiene frío         | Ele/Thomas está com frio   | He/Thomas is cold             |
| Tá sé/Tomás ina chodladh | "Lui/Thomas sta dormendo"         | Él está durmiendo            | Ele/Thomas está dormindo   | He/Thomas is asleep           |
| Is maith é               | "Lui è buono (una buona persona)" | Es bueno (una buena persona) | Ele é bom (uma boa pessoa) | He is good (a good person)    |
| Tá sé go maith           | "Sta bene"                        | Él está bien                 | Ele está bem               | He is well                    |

## Sostantivi
L'irlandese è una lingua flessiva, che ha, nella sua forma standard, i seguenti casi: comune (ovvero i casi nominativo e accusativo), vocativo, genitivo e dativo. I sostantivi sono, inoltre, divisi in due generi: maschili e femminili.

### Genere
I nomi in irlandese sono divisi in due generi, maschile e femminile. Benché il genere sia consigliato impararlo parola per parola, esistono certe regole che permettono di differenziare il genere: in generale, infatti, i lemmi terminanti con una consonante "stretta" sono femminili, quelli terminanti con una vocale "larga" sono maschili.
Esistono, tuttavia, delle eccezioni, essenzialmente concernenti specifiche terminazioni e suffissi; per esempio, le parole terminanti in -óir/-eoir e -ín (con una "stretta" [[Aiuto:IPA|ɾʲ]] e [[Aiuto:IPA|nʲ]] rispettivamente) sono maschili, mentre le parole terminanti in -óg/-eog (con una "larga" [[Aiuto:IPA|ɡ]]) sono femminili. Questo porta ad assegnamenti di generi bizzarri, come per la parola cailín, che significa "ragazza" ma è un termine maschile, e per gasóg, che significa "boy scout" ma è femminile.

### Casi
L'irlandese ha quattro casi: comune (generalmente chiamato nominativo, ma svolge anche il ruolo di accusativo - corrispondendo ai casi diretti e detto ainmneach in irlandese), vocativo (gairmeach in irlandese), genitivo (ginideach in irlandese) e dativo (tabharthach in irlandese).

#### Comune
Il caso comune (o nominativo) è usato nelle seguenti funzioni:
1. Soggetto della frase
Tá an cat ag ól. "Il gatto sta bevendo"
2. Oggetto della frase
Bhris Seán an fhuinneog. "Seán ha rotto la finestra"
3. Predicatativo della copula
Is amadán é. "Lui è un idiota"
4. Oggetto delle locuzioni prepositive gan ("senza") e go dtí ("fino a")
gan an t-airgead. ("Senza i soldi")
go dtí an t-am. ("Fino al tempo ")

#### Vocativo
Il caso vocativo è usato in discorsi diretti ed è sempre preceduto dalla particella a, che causa una lenizione (nell'irlandese parlato questa particella è spesso omessa, specialmente prima di un suono vocalico). La prima declinazione è la sola declinazione in cui il vocativo è diverso dal nominativo.
- Cá bhfuil tú, a mhic? ("Dove sei, figlio?")
- A Sheáin, tar anseo! ("Seán, vieni qui!")

#### Genitivo
Il genitivo viene usato per esprimere una specificazione, più precisamente un possesso, o il materiale di composizione:
- Hata an fhir. ("Il cappello del signore")
- Clann na mná. ("I bambini della signora")
- Coinnleoirí an easpaig. ("Il candelabro del vescovo")
- Fáinne óir. ("Un anello d'oro")
- Bróga leathair. ("Scarpe di cuoio")

Anche l'oggetto del nome verbale richiede l'uso del genitivo:
- Ag caitheamh airgid. ("Lo spendere soldi")

L'oggetto di una preposizione composta è in caso genitivo. Formalmente, queste preposizioni sono attualmente delle locuzioni prepositive:
- Ar chúl an dorais. ("Dietro la porta", letteralmente "Sul retro della porta")
- Ar feadh míosa. ("Per la durata di un mese")
- Ar son na hÉireann. ("Per amor d'Irlanda")

#### Dativo
Il caso dativo è usato come oggetto di molte locuzioni prepositive semplici (ad eccezione di gan e go dtí per le quali si usa il caso comune).
Nella lingua irlandese standard, il caso dativo di un sostantivo è identico al nominativo, ma in alcuni dialetti, come quello di Munster, hanno forme distinte per il dativo della seconda e della quinta declinazione.
Ciononostante, anche nella lingua standard, Éire (Irlanda) ha una forma distinta per il dativo: Éirinn.
- Ag an athair. ("Al padre")
- As an teach. ("Fuori di casa")
- Ar an arán. ("Sul pane")
- In oráiste. ("In un'arancia")
- Leis an airgead. ("Coi soldi")
- ó Éirinn. ("Dall'Irlanda")

### Declinazione
Esistono cinque declinazioni in irlandese. La composizione delle declinazioni dipendono da tre fattori:
1. il genere del nome,
2. la formazione del genitivo singolare,
3. nesso tra genitivo singolare e nominativo plurale.

La seguente tabella descrive le caratteristiche di ogni classe di declinazione:
|                  | Nom. sing. terminante in:      | Gen. sing. terminante in: | Genere                |
| ---------------- | ------------------------------ | ------------------------- | --------------------- |
| I declinazione   | Consonante "larga"             | Consonante "stretta"      | Maschile              |
| II declinazione  | Consonante "larga" o "stretta" | -e/-í                     | Femminile             |
| III declinazione | Consonante "larga" o "stretta" | -a                        | Femminile o maschile  |
| IV declinazione  | Vocale o -ín                   | (non cambia)              | Femminile o maschile  |
| V declinazione   | Vocale o consonante "stretta"  | Consonante "larga"        | Soprattutto femminile |

## Articoli
L'articolo determinativo ha due forme in irlandese: an e na.
Il loro uso dipende dal numero del sostantivo a cui si riferisce, dal caso del nome e dalla lettera iniziale del sostantivo che l'articolo in questione precede.
La tabelle seguente dà un esempio di un nome che inizia per consonante e di uno che inizia vocale in ogni caso e genere.
|             | Singolare            | Singolare                   | Plurale                     |
|             | Maschile             | Femminile                   | entrambi i generi           |
| ----------- | -------------------- | --------------------------- | --------------------------- |
| Nominativo  | an cat an t-éan      | an bhróg an eaglais         | (do) na cait (leis) na héin |
| Dativo (I)  | den chat san éan     | don bhróg den eaglais       | (do) na cait (leis) na héin |
| Dativo (II) | ag an gcat ag an éan | faoin mbróg tríd an eaglais | (do) na cait (leis) na héin |
| Genitivo    | an chait an éin      | na bróige na heaglaise      | na gcat na n-éin            |

Dativo (I) è usato con tutte le preposizioni nella parlata dell'Ulster; altrove è usato sono con den ("dal"), don ("al") e sa(n) ("nel"). Dativo (II) è usato solo fuori dall'Ulster con tutte le preposizioni.
L'articolo non lenisce mai una t o d che segue, e la s è lenita in ts ([[Aiuto:IPA|t̪ˠ, tʲ]]), anziché nell'usuale sh.
Non esiste l'articolo indeterminativo in irlandese, quindi la sua presenza dipende solamente dal contesto: cat, per esempio, può significare "gatto" o "un gatto". Dunque, tá peann agam significa "ho una penna" e 
tá madra sa seomra significa "c'è un cane nella stanza".

## Aggettivi
Gli aggettivi irlandesi seguono sempre il nome.  L'aggettivo è influenzato dal caso, dal numero e dal genere del sostantivo che lo precede.
- An cailín beag "La bambina" - nominativo singolare maschile
- An bhean bhocht "La povera donna" - nominativo femminile singolare
- Na buachaillí óga "I ragazzi" - nominativo maschile plurale

Gli aggettivi in irlandese hanno due gradi morfologici di comparazione: il positivo, ad es.  Tá an buachaill cairdiúil "il ragazzo è amichevole", e il comparativo, ad es.  Tá an cailín níos cairdiúla ná an buachaill "la ragazza è più carina del ragazzo".  Un senso superlativo è reso dal comparativo in una proposizione relativa, ad es.  Is é Seán an páiste is cairdiúla den triúr "Seán è il più simpatico dei tre".

### Aggettivi numerali

#### Numeri cardinali
Esistono tre tipologie di numeri cardinali in irlandese: i numeri disgiuntivi, i numeri congiuntivi non-umani e numeri congiuntivi umani.
Numeri disgiuntivi
Questi numeri sono usati, per esempio, in aritmetica, nel dire l'orario, nei numeri di telefono e dopo taluni sostantivi nelle forme come bus a trí déag ("autobus n° 13") o seomra a dó ("stanza n° 2").
| 0  | náid        | 13   | a trí déag      |
| 1  | a haon      | 14   | a ceathair déag |
| 2  | a dó        | 20   | fiche           |
| 3  | a trí       | 21   | fiche a haon    |
| 4  | a ceathair  | 30   | tríocha         |
| 5  | a cúig      | 40   | daichead        |
| 6  | a sé        | 50   | caoga           |
| 7  | a seacht    | 60   | seasca          |
| 8  | a hocht     | 70   | seachtó         |
| 9  | a naoi      | 80   | ochtó           |
| 10 | a deich     | 90   | nócha           |
| 11 | a haon déag | 100  | céad            |
| 12 | a dó dhéag  | 1000 | míle            |

Numeri congiuntivi non-umani
Questi numeri vengono usati per contare sostantivi che non si riferiscono a persone. Nell'esempio seguente verranno contati capall ("cavalli"):
| 1  | aon chapall amháin; capall amháin | 13  | trí chapall déag     |
| 2  | dhá chapall                       | 20  | fiche capall         |
| 3  | trí chapall                       | 21  | capall is fiche      |
| 4  | ceithre chapall                   | 22  | dhá chapall is fiche |
| 5  | cúig chapall                      | 30  | tríocha capall       |
| 6  | sé chapall                        | 40  | daichead capall      |
| 7  | seacht gcapall                    | 50  | caoga capall         |
| 8  | ocht gcapall                      | 60  | seasca capall        |
| 9  | naoi gcapall                      | 70  | seachtó capall       |
| 10 | deich gcapall                     | 80  | ochtó capall         |
| 11 | aon chapall déag                  | 90  | nócha capall         |
| 12 | dhá chapall déag                  | 100 | céad capall          |

Numeri congiuntivi umani
Questi numeri vengono usati per contare sostantivi che si riferiscono a persone. Nell'esempio seguente verranno contati páistí ("bambini"):
| 1 | aon pháiste amháin; pháiste amháin | 7  | seachtar páistí  |
| 2 | beirt pháistí                      | 8  | ochtar páistí    |
| 3 | triúr páistí                       | 9  | naonúr páistí    |
| 4 | ceathrar páistí                    | 10 | deichniúr páistí |
| 5 | cúigear páistí                     | 11 | aon pháiste déag |
| 6 | seisear páistí                     | 12 | dáréag páistí    |

A partire dal numero 13, i numeri congiuntivi umani si formano come i corrispettivi numeri non-umani:
| 13 | trí pháiste déag     | 50   | caoga páistí       |
| 14 | ceithre pháiste déag | 60   | seasca páistí      |
| 20 | fiche páiste         | 70   | seachtó páistí     |
| 21 | páiste is fiche      | 80   | ochtó páistí       |
| 22 | dhá páiste is fiche  | 90   | nócha pháiste déag |
| 30 | tríocha páistí       | 100  | céad páistí        |
| 40 | daichead páistí      | 1000 | míle páistí        |

## Verbi
Ci sono due coniugazioni e 11 verbi irregolari. Tempi o stati d'animo si formano flettendo la radice, e nel passato e nell'abituale tempo passato e il modo condizionale anche lenindo qualsiasi consonante iniziale.  Le forme flesse del tempo e del modo sono: presente indicativo, presente indicativo abituale (differisce dal presente solo nel verbo bí "essere"), futuro, indicativo passato, indicativo passato abituale, condizionale, imperativo,  congiuntivo presente e congiuntivo passato.  I verbi hanno anche un nome verbale e un passato participio, e costruzioni progressivo simili a quelle che utilizzano il participio presente inglese possono essere formati dal sostantivo verbale e da un tempo appropriato di bí.  Esempi di coniugazioni tese: (tutte le forme di terza persona senza pronome soggetto):
- 1° coniugazione: Fág "lasciare" – d'fhág (passato) – fágann (presente) – fágfaidh (futuro) – d'fhágfadh (condizionale) – d'fhágadh (passato abituale) – fága (  congiuntivo) – fágadh (imperativo)

- 2° coniugazione: Ceannaigh "comprare" – cheannaigh (passato) – ceannaíonn (presente) –   ceannóidh (futuro) – cheannódh (condizionale) – cheannaíodh (passato abituale) – ceannaí (congiuntivo) – ceannaíodh (imperativo)

- Irregolare: Téigh "andare" – chuaigh (passato) – téann (presente) – rachaidh   (futuro) – rachadh (condizionale) – théadh (passato abituale) – té (congiuntivo) – téadh (imperativo)

Oltre alla voce passiva, c'è illa forma impersonale del verbo, chiamato saorbhriathar o "verbo autonomo", che svolge una funzione simile (la traduzione più letterale è "Tu/Uno/Loro...[es. dire, sono, fare]").
I verbi possono essere coniugati sia sinteticamente (con il pronome personale incluso nella flessione del verbo) o analitico (con il verbo flesso solo per il tempo e un soggetto separato)  .  Tuttavia, lo standard ufficiale generalmente prescrive la forma analitica nella maggior parte delle combinazioni di tempo personale e quella sintetica solo in alcuni casi, come la prima persona plurale.  Le forme analitiche sono generalmente preferite anche nei dialetti occidentali e settentrionali, tranne in risposta a quelle che in inglese sarebbero domande "sì/no", mentre l'Irlandese del Munster preferisce le forme sintetiche.  Ad esempio, le seguenti sono la forma standard, la forma sintetica e la forma analitica del passato di rith "correre":
| Persona      | Standard  | Sintetico  | Analitico             |
| ------------ | --------- | ---------- | --------------------- |
| 1° singolare | rith me   | ritheas    | rith me               |
| 2a singolare | rith tú   | rithis     | rith tu               |
| 3° singolare | rith sé   | rith       | rith sé               |
| 1° plurale   | ritheamar | ritheamar  | rith sinn / rith muid |
| 2° plurale   | rith sibh | ritheabhar | rith sibh             |
| 3° plurale   | rith siad | ritheadar  | rith siad             |
| Impersonale  | ritheadh  | ritheadh   | ritheadh              |

## Fonologia
Una caratteristica notevole della fonologia irlandese è che le consonanti (eccetto /h/) sono a coppie, una "larga" (velarized, pronunciata con il dorso della lingua tirato indietro verso il morbido palato) e uno "snello" (palatalizzato, pronunciato con il centro della lingua spinto in alto verso il palato duro).
|                           |            | Labiale       | Labiale        | Labiale        | Labiale | Labiale   | Coronale  | Coronale        | Coronale | Coronale | Dorsale | Dorsale | Glottale |
| Bilabiale                 | Bilabiale  | Labio- velare | Labio- dentale | Labio- dentale | Dentale | Alveolare | Alveolare | Post- alveolare | Palatale | Velare   |         |         | Glottale |
| ampia                     | snello     | ampia         | ampia          | snello         | ampia   | ampia     | snello    | snello          | snello   | ampia    |         |         | Glottale |
| ------------------------- | ---------- | ------------- | -------------- | -------------- | ------- | --------- | --------- | --------------- | -------- | -------- | ------- | ------- | -------- |
| Plosive                   | senza voce | pˠ            | pʲ             |                |         |           | t̪ˠ        |                 |          | tʲ       | c       | k       |          |
| Plosive                   | espresso   | bˠ            | bʲ             |                |         |           | d̪ˠ        |                 |          | dʲ       | ɟ       | ɡ       |          |
| Fricativa/ Approssimativa | senza voce |               |                |                | fˠ      | fʲ        |           | sˠ              |          | ʃ        | ç       | x       | h        |
| Fricativa/ Approssimativa | espresso   |               |                | w              | w       | vʲ        |           |                 |          |          | j       | ɣ       |          |
| Nasale                    | Nasale     | mˠ            | mʲ             |                |         |           | n̪ˠ        |                 | nʲ       |          | ɲ       | ŋ       |          |
| Tap                       | Tap        |               |                |                |         |           |           | ɾˠ              | ɾʲ       |          |         |         |          |
| Laterale                  | Laterale   |               |                |                |         |           | l̪ˠ        |                 | lʲ       |          |         |         |          |

|              | Anteriore | Centrale               | Indietro |
| ------------ | --------- | ---------------------- | -------- |
| Chiudi       | iː        |                        | uː       |
| Quasi vicina | ɪ         |                        | ʊ        |
| Mediochiuso  | eː        |                        | oː       |
| Mezza        |           | ə (solo non accentato) |          |
| Medioaperta  | ɛ         |                        | ɔ        |
| Apri         | a         |                        | ɑː       |

Dittonghi: /iə/, /uə/, /əi/, /əu/.